# Alexander Milošević
Goran Alexander Sjöström Milošević (* 30. ledna 1992 Sundbyberg) je švédský profesionální fotbalista, který hraje na pozici středního obránce za švédský klub AIK Stockholm. V mládežnických reprezentacích nastupoval za Srbsko a Švédsko, v seniorské kategorii reprezentuje Švédsko.

## Reprezentační kariéra

### Srbsko
Za srbskou reprezentaci do 17 let odehrál Alexander Milošević pět zápasů.

### Švédsko
Poté nastupoval za švédské mládežnické reprezentace U19 a U21.
Trenér Håkan Ericson jej nominoval na Mistrovství Evropy hráčů do 21 let 2015 konané v Praze, Olomouci a Uherském Hradišti, kde získal se švédským týmem zlaté medaile.
V A-mužstvu Švédska debutoval 26. ledna 2013 na thajském turnaji King's Cup proti týmu Finska (výhra 3:0).